# Ischalia bryanti
Ischalia bryanti is een keversoort uit de familie Ischaliidae. De wetenschappelijke naam van de soort is voor het eerst geldig gepubliceerd in 1914 door Blair.